# Técnicas do caratê
Lista de técnicas do karate.

## Dachi waza (bases)
1. Ayumi dachi
2. Fudo dachi
3. Guicho dachi/Katashi dachi
4. Hachiji dachi/Yoi dachi
5. Hangetsu dachi
6. Heiko dachi
7. Heisoku dachi
8. Ipponashi dachi
9. Kakeashi dachi
10. Katahiza dachi
11. Kiba dachi
12. Kokutsu dachi
13. Kosa dachi
14. Kuguiashi dachi
15. Moroashi dachi
16. Moto dachi
17. Musubi dachi
18. Naihanchi dachi
19. Nekoashi dachi
20. Renoji dachi
21. Saguiashi dachi/Tsuruashi dachi
22. Sanchin dachi
23. Shiko dachi
24. Sochin dachi
25. Sokutsu dachi
26. Teiji dachi
27. Uchi-hachiji dachi
28. Ukiashi dachi
29. Zenkutsu dachi

## Uke waza (defesas)
Usando as Mãos
1. Age uke
2. Chudan barai
3. Chudan soto uke
4. Chudan uchi uke
5. Empi uke (Presente no kata Heian Sandan)
6. Gedan barai uke
7. Gedan morote barai
8. Haito uchi uke
9. Haiwan uke (Presente no kata Heian nidan)
10. Hijisasae uke
11. Jodan uke
12. Juji uke
13. Kaisho ake uke
14. Kaisho haiwan uke (Presente no Kata Heian yondan)
15. Kaisho juji uke (Presente no Kata Heian godan)
16. Kakiwake uke (Presente no Kata Heian yondan)
17. Kami tsukami (Presente no Kata Enpi)
18. Koken uke
19. Kosa uke
20. Mawashi uke
21. Morote chudan uchi uke
22. Morote uke (Presente no Kata Heian sandan)
23. Nagashi uke
24. Osae uke
25. Otoshi uke
26. Shiuko uke (Haishu Uke)
27. Shotei uke (Teisho)
28. Shuto age uke
29. Shuto gedan barai
30. Shuto mawashi uke
31. Shuto uke
32. Sukui uke
33. Tate shuto uke
34. Te Kubi Sasae uke
35. Te osae uke
36. Tsuki uke
37. Uchi Otoshi uke
38. Uchi ude uke
39. Uchi uke gyaku hanmi (Presente no Kata Heian nidan)
40. Uchi uke
41. Ude barai
42. Ushiro gedan barai (Presente no Kata Enpi)
43. Yoko Bari uke

Usando as Pernas
1. Ashikubi kake uke
2. Heisoku Uchi.iza Soto Uke
3. Kaji Naka Uke
4. Kaji Soto Uke
5. Kakato Mae Ashi Uke
6. Mae Geri Ashi Dome
7. Mae Hiza Uke
8. Mae Kaji Uke
9. Mae Sune Uke
10. Mika zuki geri uke (Presente no Kata Heian godan)
11. Nami ashi ou nami gaeshi (Presente no Kata Tekki shodan)
12. Sokutei osae uke
13. Sokuto osae uke
14. Sune Naka Uke
15. Sune Soto Uke
16. Teisoku Soto Mawashi Uke
17. Yoko Geri Ashi Dome

## Katame waza (imobilizações)
1. Hara gatame
2. Ude garami
3. Kanunki gatame
4. Ashi garami

## Ate e atemi waza (contusões)

### Uchi waza (Socos indiretos) e Tsuki waza (socos diretos)
Técnicas de golpe diretos e indiretos de mãos
1. Age empi
2. Age hiji ate
3. Age Zuki
4. Ago uchi
5. Awase zuke
6. Choku zuki
7. Empi uchi
8. Furi tsuki
9. Gyaku age zuki (Presente no Kata Enpi)
10. Gyaku zuki
11. Haishu uchi
12. Haito uchi
13. Hiji ate uchi
14. Hisami zuki
15. Ippon nukite
16. Jun Zuki
17. Kagi zuki
18. Kentsui uchi
19. Kizami zuki
20. Koken uchi
21. Mae hiji ate
22. Mae mawashi empi uchi (Presente no Kata Heian yondan)
23. Mae Te tsuki
24. Mawashi empi
25. Mawashi uchi
26. Morote zuki (Presente no Kata Tekki shodan)
27. Nakadaka Ippon Ken
28. Nihon nukite
29. Nihon tsuki
30. Nukite
31. Oi zuki
32. Oroshi hiji ate
33. Sanbon zuki
34. Seiken tsuki
35. Shita tsuki
36. Shotei (Teisho) uchi
37. Shuto hizo uchi
38. Shuto jodan uchi
39. Shuto sakotsu uchi
40. Shuto sakotsu uchikomi
41. Shuto uchi
42. Shuto yoko ganmen uchi
43. Sokumen empi uchi (Presente no Kata Tekki shodan)
44. Tate zuki
45. Teisho furi uchi
46. Teisho uchi
47. Tettsui hasami uchi
48. Tettsui hizo uchi
49. Tettsui komekami
50. Tettsui oroshi ganmen uchi
51. Tettsui yoko uchi
52. Tettsui
53. Ura zuki
54. Uraken ganmen uchi
55. Uraken hizo uchi
56. Uraken mawashi uchi
57. Uraken oroshi ganmen uchi
58. Uraken sayu ganmen uchi
59. Uraken shomen uchi
60. Uraken uchi
61. Ushiro empi
62. Ushiro hiji ate
63. Yama zuki
64. Yohon nukite
65. Yoko empi
66. Yoko tettsui

### Keri waza (chutes e rasteiras)
1. Age kakato ushiro geri
2. Ago jodan geri
3. Ashi barai
4. Fumikomi geri
5. Gyaku geri
6. Gyaku Mawashi geri
7. Hiza ganmen geri
8. Hiza geri
9. Jodan uchi haisoku geri
10. Kakato geri
11. Kake geri
12. Kansetsu geri
13. Kin geri
14. Mae geri
15. Mae Hiza geri
16. Mae keage
17. Mae tobi geri
18. Mae-ashi geri
19. Mae-ashi mae geri (choku geri)
20. Mae-ashi mawashi geri
21. Mae-ren geri
22. Mae-tobi geri
23. Mawashi geri
24. Mawashi hiza geri
25. Mikazuki geri
26. Nidan tobi geri
27. Oi geri
28. Oroshi soto kakato geri
29. Oroshi uchi kakato geri
30. Otoshi Mawashi Geri
31. Soto mawashi keage
32. Tobi geri
33. Tobi hiza geri
34. Tobi kake geri
35. Tobi mae geri
36. Tobi mawashi geri
37. Tobi nidan geri
38. Tobi ushiro geri
39. Tobi ushiro mawashi geri
40. Tobi yoko geri
41. Uchi mawashi keage
42. Ura Mawashi geri
43. Ushiro geri
44. Ushiro kekomi
45. Ushiro Mawashi geri
46. Yoko geri
  1. Yoko geri keage
  2. Yoko geri kekomi
47. Yoko sokuto geri
48. Yoko-tobi geri

## Nage waza (projeções)

### Kari waza (rasteiras)
1. Ashi barai
2. Kakato gaeshi
3. Ko soto gari
4. Ko uchi gari
5. Morote gari
6. Nami gaeshi
7. O soto gari
8. O uchi gari

### Kuruma waza (giros)
1. Byobudaoshi
2. Karami nage
3. Kata guruma
4. Katawa guruma
5. Koma nage
6. Koshi guruma
7. Kubiwa nage
8. Sakatsuchi
9. Tani otoshi
10. Yaridama

### Sutemi waza (sacrifícios)
1. Kani basami
2. Tai otoshi
3. Tomoe guruma
4. Tsubame gaeshi
5. Unshu geri
6. Yoko otoshi

## Quadro analítico
| Grupos        | Atama waza | Ate waza | Atemi waza | Ashi waza | Go waza | Ju waza | Kansetsu waza | Katame waza | Keri waza | Kogekiho | Nage waza | Ne waza | Tachi waza | Tai sabaki | Tate waza | Te waza | Tsuki waza | Uchi waza | Uke waza |
| ------------- | ---------- | -------- | ---------- | --------- | ------- | ------- | ------------- | ----------- | --------- | -------- | --------- | ------- | ---------- | ---------- | --------- | ------- | ---------- | --------- | -------- |
| Atama waza    | ●          | ●        |            |           | ●       |         |               |             |           | ●        |           |         |            |            | ●         |         |            | ●         |          |
| Ate waza      | ●          | ●        | ●          | ●         | ●       |         | ●             |             | ●         | ●        |           | ●       |            |            | ●         | ●       | ●          | ●         |          |
| Atemi waza    |            | ●        | ●          | ●         | ●       |         | ●             |             | ●         | ●        |           |         |            |            | ●         | ●       | ●          | ●         | ○        |
| Ashi waza     |            | ●        | ●          | ●         | ●       | ●       | ●             | ●           | ●         | ●        | ●         | ●       | ●          | ●          | ●         |         |            |           | ●        |
| Go waza*      | ●          | ●        | ●          | ●         | ●       |         | ●             | ○           | ●         | ●        |           | ○       |            |            | ●         | ●       | ●          | ●         |          |
| Ju waza       |            |          |            | ●         |         | ●       | ●             | ●           | ○         |          | ●         | ●       | ●          | ●          | ●         | ●       |            |           | ●        |
| Kansetsu waza |            |          | ●          | ●         | ○       | ●       | ●             |             | ●         | ●        |           |         |            |            | ●         | ●       | ○          | ○         | ●        |
| Katame waza   |            |          |            | ●         |         | ●       | ●             | ●           |           |          |           | ●       |            |            | ●         | ●       |            |           | ●        |
| Keri waza     |            | ●        | ●          | ●         | ●       |         | ●             |             | ●         | ●        | ○         | ●       |            |            | ●         |         |            |           | ●        |
| Kogeki waza   | ●          | ●        | ●          | ●         | ●       |         | ●             |             | ●         | ●        |           | ●       |            |            | ●         | ●       | ●          | ●         |          |
| Nage waza     |            |          |            | ●         |         | ●       |               |             | ○         |          | ●         | ○       |            |            | ●         | ●       |            |           | ●        |
| Ne waza       |            | ●        | ●          | ●         | ●       | ●       |               | ●           | ●         | ○        | ●         | ●       |            |            |           | ○       | ○          | ●         | ●        |
| Tachi waza    |            |          |            | ●         |         | ●       |               |             |           |          |           |         | ●          |            | ●         |         |            |           |          |
| Tai sabaki    |            |          |            | ●         |         | ●       |               |             |           |          |           |         | ●          | ●          | ●         |         |            |           | ●        |
| Tate waza     | ●          | ●        | ●          | ●         | ●       | ●       | ●             | ●           | ●         | ●        | ●         |         | ●          | ●          | ●         | ●       | ●          | ●         | ●        |
| Te waza       |            | ●        | ●          |           | ●       | ●       | ●             | ●           |           | ●        | ●         | ○       |            |            | ●         | ●       | ●          | ●         | ●        |
| Tsuki waza    |            | ●        | ●          |           | ●       |         | ○             |             |           | ●        |           | ○       |            |            | ●         | ●       | ●          |           | ○        |
| Uchi waza     | ●          | ●        | ●          | ●         | ●       |         | ●             |             | ○         | ●        |           | ●       |            |            | ●         | ●       |            | ●         |          |
| Uke waza      |            | ○        | ○          | ●         |         | ●       |               | ●           | ●         |          | ●         | ●       |            |            | ●         | ●       | ○          | ○         | ●        |

*Go waza (em japonês:  剛技, técnicas rígidas) é um termo que designa aquelas técnicas das artes marciais japonesas que utilizam golpes traumáticos, como chutes, socos, joelhadas etc.